# Matnakash

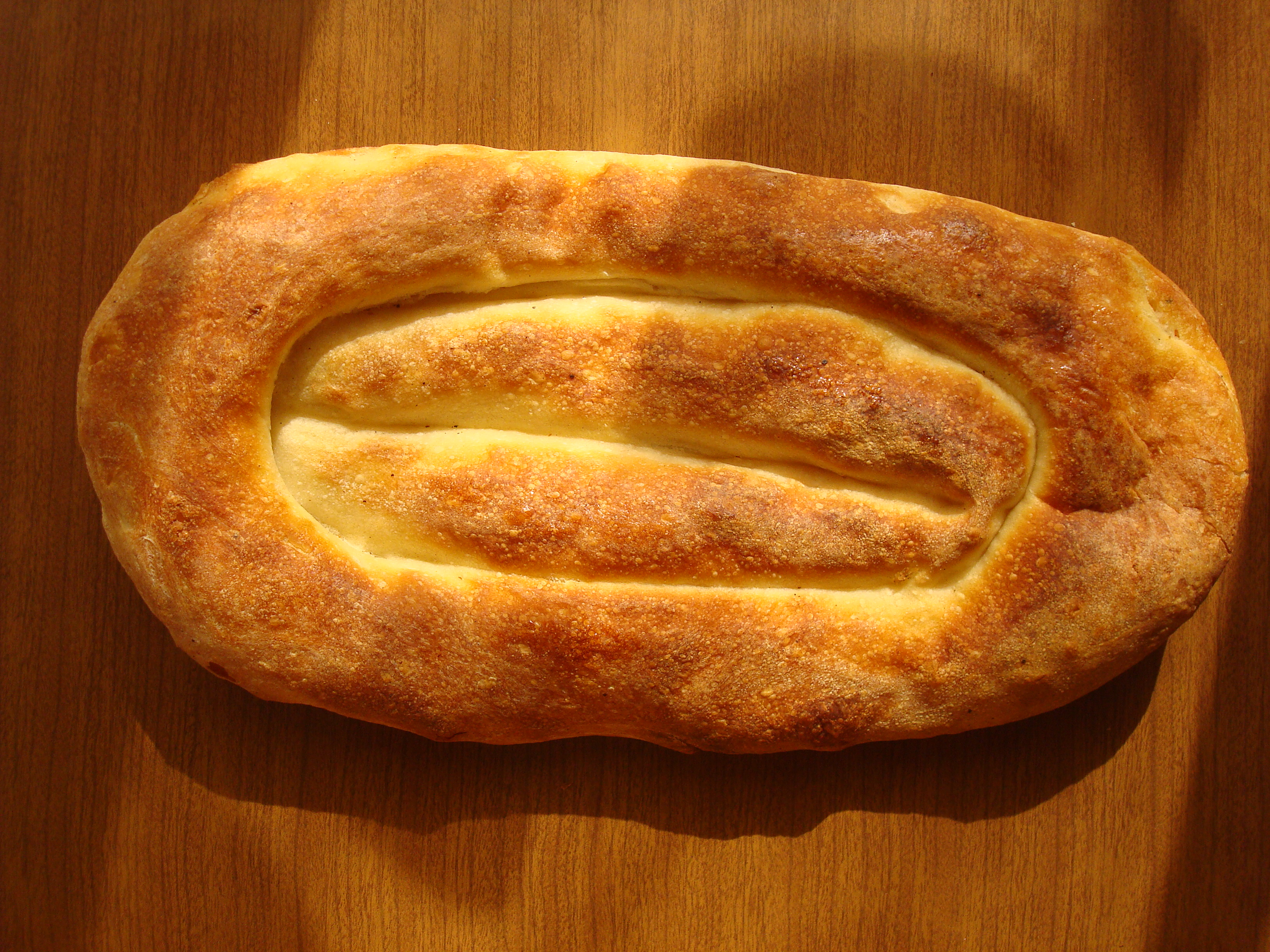
Imagem de um matnakash.

O matnakash (em arménio: մատնաքաշ) é um pão arménio tradicional fermentado. A palavra matnakash significa "puxar com o dedo" ou "puxar pelo dedo", referindo-se à forma como o pão é preparado. É feito de farinha de trigo com levedura ou fermento. Tem a forma de pães ovais ou redondos, com sulcos longitudinais ou cruzados. A cor dourada ou castanho-dourada caraterística da sua côdea é obtida cobrindo a superfície dos pães com essência de chá adocicada antes da cozedura.
O matnakash é também popular em locais com grandes populações arménias, em resultado da diáspora arménia.

## História
O matnakash foi homenageado nos tempos soviéticos. Na década de 1930, os especialistas alimentares da Arménia soviética quiseram marcar o novo país comunista com um pão de aspeto mais moderno. O matnakash tornou-se um pão urbano produzido em massa. Até os padrões dos padeiros no pão foram reinterpretados para se adequarem à agenda soviética. Assemelhava-se a um campo arado com linhas e sulcos. O rebordo do pão foi interpretado como um campo agrícola e as suas linhas impressas como linhas lavradas.